# Marywil (województwo pomorskie)
Marywil – osada kociewska w Polsce położona w województwie pomorskim, w powiecie starogardzkim, w gminie Starogard Gdański.
W latach 1975–1998 miejscowość administracyjnie należała do województwa gdańskiego.
Przez miejscowość przepływa Węgiermuca, niewielka rzeka dorzecza Wisły, prawy dopływ Wierzycy.
Inne miejscowości o nazwie Marywil: Marywil